# Le Manoir (Calvados)
Le Manoir é uma comuna francesa na região administrativa da Normandia, no departamento de Calvados. Estende-se por uma área de 5,88 km². Em 2010 a comuna tinha 221 habitantes (densidade: 37,6 hab./km²).